# Colpolopha sinuata
Colpolopha sinuata is een rechtvleugelig insect uit de familie Romaleidae. De wetenschappelijke naam van deze soort is voor het eerst geldig gepubliceerd in 1873 door Stål.